# Antiberlusconismo

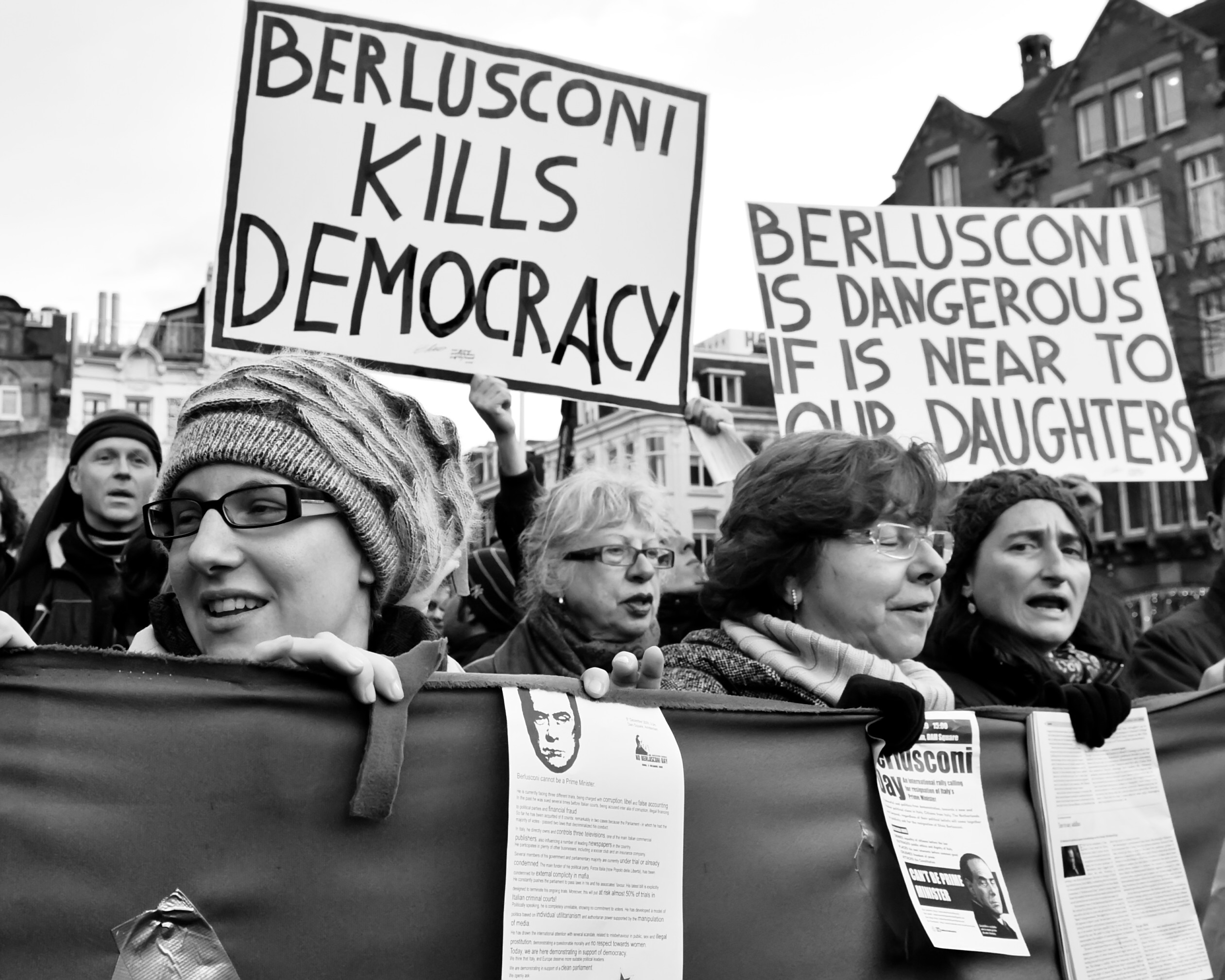
Proteste di italiani contro Silvio Berlusconi ad Amsterdam nel 2009

L'antiberlusconismo è l'atteggiamento di critica e di opposizione nei confronti della linea politica teorizzata o sostenuta da Silvio Berlusconi e dai partiti o movimenti politici da lui fondati o partecipati come il PdL o Forza Italia. Chi manifesta tale atteggiamento viene definito antiberlusconiano (o anti-berlusconiano).

## Storia
Nato dopo la cosiddetta "discesa in campo", il termine viene utilizzato per definire genericamente tutte le iniziative volte a contrastare l'azione politica o governativa perseguita di Silvio Berlusconi.
L'antiberlusconismo è stato seguito e praticato, oltre che da politici, anche da giornalisti, artisti e intellettuali di area che hanno prodotto libri, film, canzoni e altre opere, marcatamente centrate sulla critica o sull'opposizione alle iniziative di Berlusconi o nei confronti della sua persona.

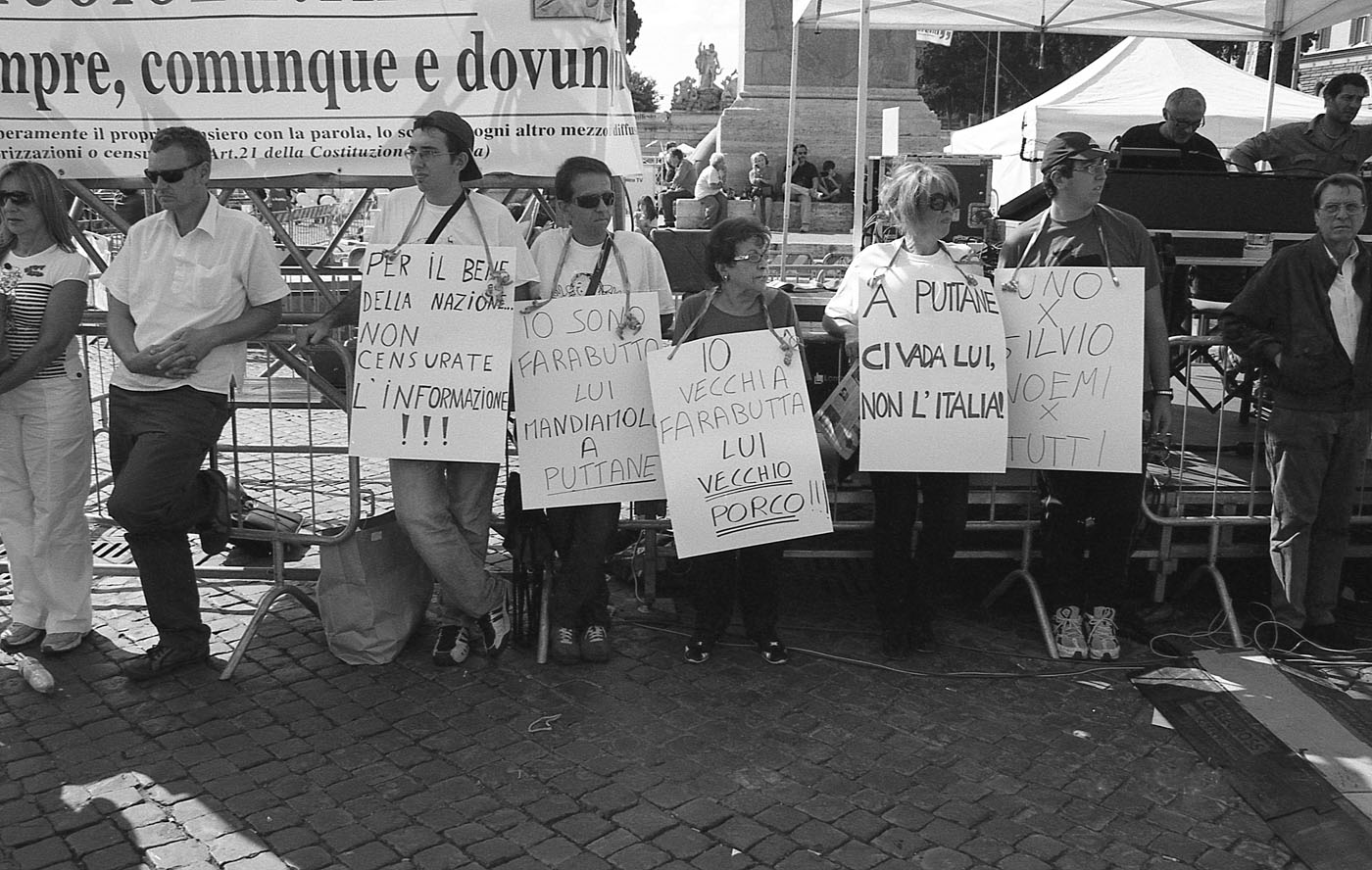
Manifestanti contro Berlusconi, Roma 2009

Alcuni osservatori politici italiani hanno individuato nell'antiberlusconismo l'unico o il principale "collante ideologico" in grado di unire le varie forze politiche e sociali italiane che hanno composto le coalizioni di centro-sinistra, a partire dalle elezioni politiche del 1994. Molti di questi osservatori, in varie occasioni, hanno stigmatizzato tali alleanze, avvertendo che nel caso di vittoria nelle elezioni, la compagine di centrosinistra si sarebbe subito trovata priva dell'originario obiettivo, già ottenuto con la sconfitta elettorale di Berlusconi, e incapace di indirizzare le differenti ideologie delle formazioni politiche che la componevano, verso un obiettivo comunemente condiviso, come poi avvenuto nella XIII e XV legislature della Repubblica Italiana.
(dall'editoriale Tormenti e poi tradimenti - La legislatura dei tre cilici di Gian Antonio Stella, sul Corriere della Sera del 5 febbraio 2008)

### Le manifestazioni di piazza contro Berlusconi

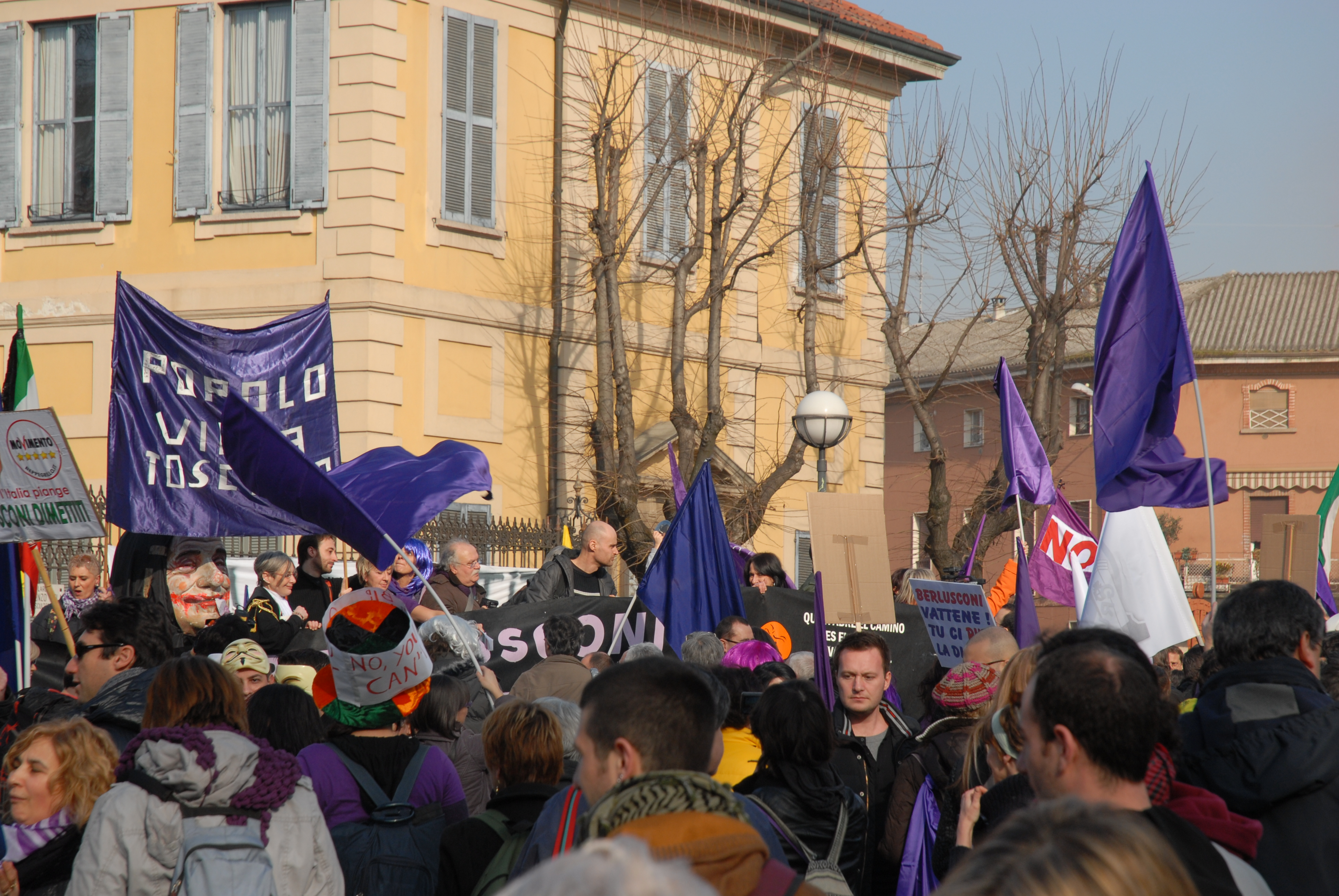
Manifestazione del Popolo Viola contro Berlusconi ad Arcore, 2011.

Oltre alle manifestazioni di piazza e alle pubbliche iniziative contro i vari governi italiani di centrodestra, si sono svolte due manifestazioni specificamente rivolte contro Silvio Berlusconi.
La prima manifestazione, intitolata No Cav Day, con il significato "Giorno per dire No al Cavaliere", è stata organizzata dalla rivista MicroMega, con l'adesione del girotondismo, dell'Italia dei Valori e di alcuni parlamentari del Partito Democratico ed ha avuto luogo in Piazza Navona, l'8 luglio 2008, con la partecipazione circa 15.000 persone, secondo i dati forniti dalla questura di Roma. Il successivo No Berlusconi Day (o No B Day) è stato organizzato dal Popolo Viola, autoconvocatosi tramite Facebook, e si è tenuto il 5 dicembre 2009 a Roma, in piazza San Giovanni in Laterano.

## Diffusione nella cultura di massa

### Stampa
Dal 1994 ad oggi, molte critiche sono state indirizzate a Berlusconi da parte della stampa italiana ed estera. Un quotidiano italiano notoriamente antiberlusconiano è Il Fatto Quotidiano, diretto da Marco Travaglio.
Per quanto riguarda la stampa estera, è degna di menzione la lunga campagna antiberlusconiana della testata finanziaria inglese Economist che pubblicò, il 18 luglio 1998, l'editoriale The Berlusconi problem nel quale veniva sostenuta la tesi che l'Italia è un Paese «dove non c'è una democrazia normale». Lo stesso giornale, dopo altri interventi critici e in vista delle elezioni politiche, il 26 aprile 2001 pubblicò un secondo editoriale intitolato An Italian Story - Why Silvio Berlusconi is unfit to lead Italy nel quale si sosteneva che «Berlusconi non è adatto a reggere il governo di alcun Paese, tantomeno quello di una delle democrazie più ricche del mondo» in quanto inquisito per «riciclaggio di denaro, complicità in omicidio, legami con la mafia, evasione fiscale e corruzione di politici, giudici e Guardia di Finanza». A due anni dalle elezioni, il 30 giugno 2003, l'Economist chiamò nuovamente in causa Berlusconi con l'editoriale Dear Mr Berlusconi... Our challenge to Italy prime minister, nel quale il direttore Bill Emmott intimava "Le scrivo per porle delle domande, le cui risposte, credo, l'opinione pubblica ha il diritto di ascoltare. Dal momento che questo non è più possibile nei tribunali italiani, queste domande devono essere poste in pubblico e ad esse si deve rispondere in pubblico".
Il 5 novembre 2011 il Financial Times pubblicò un editoriale intitolato In the name of God and Italy, go! (In nome di Dio e dell'Italia, vattene!). Il quotidiano rimproverò il premier di aver minimizzato la crisi economica e, pertanto, ne chiedeva le dimissioni.
Il Time magazine, lo stesso mese, dedicò la propria copertina dell'edizione europea al politico italiano intitolando The man behind the world's moste dangerous economy (l'uomo che sta dietro alla più pericolosa economia del mondo). Nel medesimo numero, compare un servizio redatto da Rana Foroohar in cui la giornalista sostiene come Berlusconi abbia messo in pericolo, attraverso la sua politica, l'intera Unione europea.

### Cinema
In campo cinematografico, il primo film a trattare l'antiberlusconismo, in chiave comica, è la commedia Selvaggi del 1995, diretta da Carlo Vanzina, nella quale il vetero-comunista Nardone, interpretato da Antonello Fassari, viene mostrato come affetto da un antiberlusconismo viscerale che sfiora la paranoia.